# 尻
尻、臀（しり、英: buttocks）とは、一般に四足動物（特に哺乳類）における胴の後方（ヒトのような直立動物においては下後方）、肛門周囲の部位のこと。臀部（でんぶ）とも言う。
位置としては骨盤の後方にあたり、大腿部を支える筋肉などが集中するため、筋肉質に盛り上がる。ヒトの場合、直立姿勢の関係から、背面が平らになっているため、この部分だけが後方に突き出し、なお目立つ部分となっている。
鳥類における尾羽部分または尾羽が生えている部分を尻と称することもある。昆虫類においても、胴の最後部を尻と呼ぶことがある。トカゲのような爬虫類においては、肛門周囲ではあっても尻とは通常は呼ばないが、その尾を尻尾（しっぽ）と称する。食肉としてはイチボとランプが尻の肉に相当する。

## ヒトの尻の解剖学

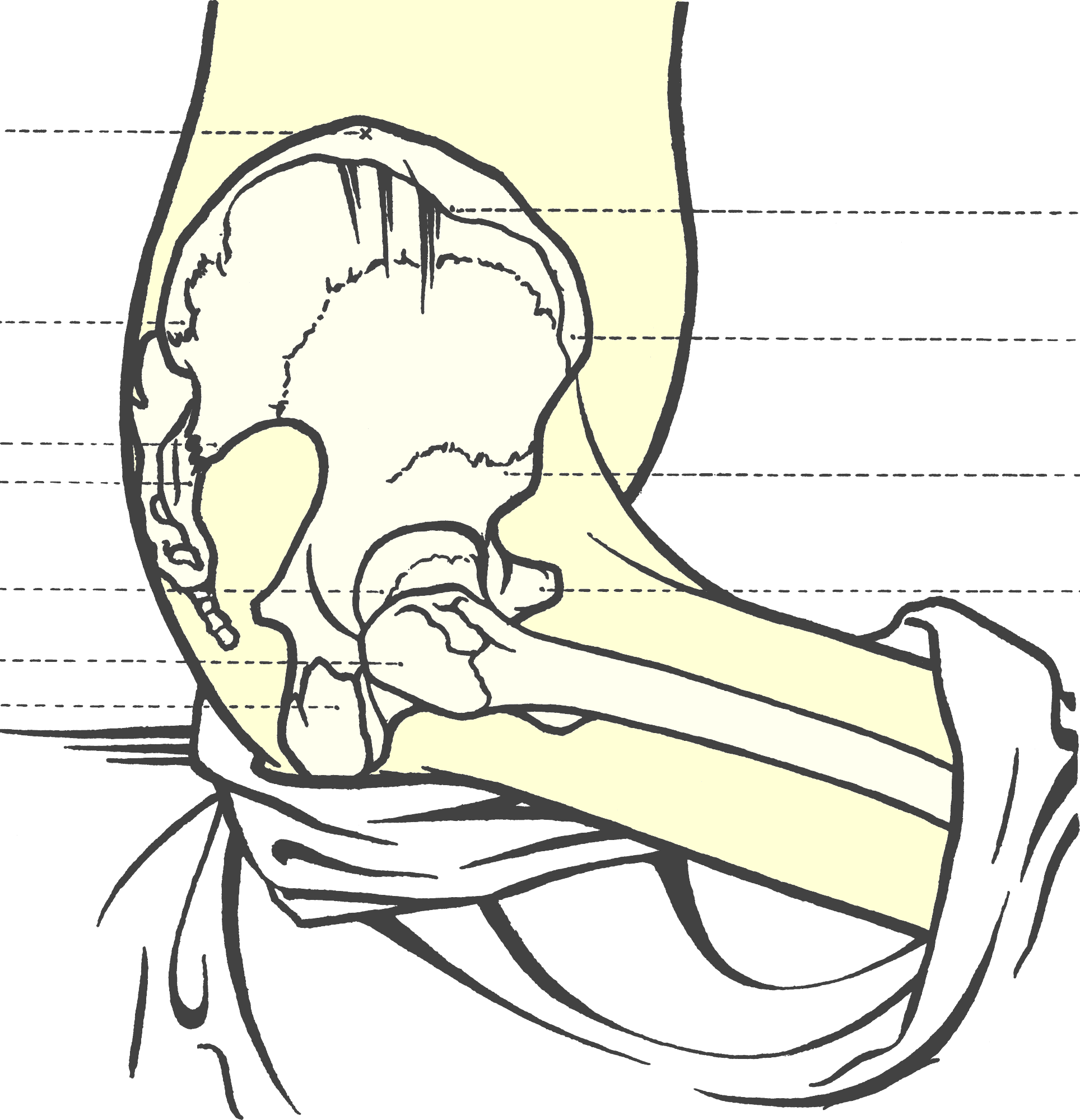
尻の骨格

ヒトにおける尻は、おおむね胴の前面より見た場合の臍より下、一般に下腹部と呼ばれる部位の背面に相当する。下肢に接続する筋肉や皮下脂肪層により、顕著に肉が盛り上がっていることが多い。腰骨（骨盤）と大腿骨が接続する股関節部分を覆うようにあり、その支持のための大殿筋（だいでんきん）が尻の盛り上がりの主となる。これら左右の盛り上がりの中央に溝が走る。これを臀裂（臀間裂、肛門裂）という。臀裂の谷間の中央部に、排泄器官である肛門が存在する。また、臀部の盛り上がりの下方と大腿部の境界の部分（直立すると谷間ができて明確になる）を臀溝という。やや上方かつ側面には中殿筋（ちゅうでんきん）がある。大殿筋は股関節の伸展など、中殿筋は外転、屈曲などの際によく働く。足を用いた運動および胴を支えるには欠かせない部分である。これら筋肉の内部には坐骨神経や血管などが走る。臀裂部分上方には尾の名残である尾骨があり、下方から肛門を経て腹側に辿っていくと会陰、外性器と続く。会陰は通常は股に含まれる。相互規定的ではあるが、背面における股と腰の中間が尻であるとおおむね定義できる。
アジア人（モンゴロイド）の新生児および乳幼児期には、蒙古斑がみられることがある（まれに青年期や大人でも消えない場合がある）。「尻が青い」の成句はここからきたといわれる。蒙古斑のことを知らないヨーロッパ人などがアジア人の乳幼児の尻を見てアザだと思い込み、虐待されていると早とちりすることがある。

## 尻の役目と文化

### 性と尻
ヒトの尻は、大きな筋肉があることにより自ずと盛り上がりを見せるものであるが、それ以外にも、座位の際に関節や神経等を保護するクッションとなり、体重による苦痛を感じないよう脂肪が多く付いている。女性は、思春期開始から発達し始める乳房に比べて尻の発達し始めが遅く、初潮の1年以上前までは骨盤が前傾（女児型）しており、ウエストサイズとヒップサイズの差が小さく、男性と性差が殆ど見られない（骨盤の形状が生まれつき性差があるため、初潮の1年以上前でも尻に若干の性差はある）が、初潮を挟む前後1年間になると骨盤が前傾から直立傾向（女児型から女性成人型）に転換し始め、骨盤が開き、骨盤の幅・高さ・奥行きともに男性を大きく上回る上に、脂肪の沈殿によって、尻が後方へ突き出すようになって盛り上がることでウエストサイズとヒップサイズの差が大きくなり初め、初潮の1年後以降では骨盤が直立傾向（女性成人型）となり、ウエストにくびれが生じて、尻から殿溝にかけてボリュームが生じ、ウエストサイズとヒップサイズの差がさらに大きくなって尻がより強調されるようになるため、乳房と並ぶ重要な身体的魅力（セックスアピール）を発揮する部位となる。高齢になると、まずヒップの下部がたわむ。次にヒップの頂点が下がりウエスト周辺が無くなり四角い形になる。最後にヒップが内側に流れて股関節付近がそげる（個人差が大きく40代でも変化が無い人がいる一方で20代から変化し始める人もいる）。
類人猿をふくめたサルの類においても同様であるが、ヒトのような皮下脂肪ではなく、尻だこと呼ばれる皮膚の発達したものによって大きく盛り上がるものがある。役割としてはちょうど座布団を備えているようなものであり、これによって岩や木の枝などの上に長時間座って過ごすことができる。ヒトにおけるペンだこのように、接触刺激が継続することによってできるものではなく、尻だこは生まれつき備わっている。メスにおいては、四足歩行体形をとった際に尻の中央に外性器を示す。また、尻が赤く腫れ上がる（皮下の血管が透けて見える）ことがある。これは交尾の準備ができたことをアピールする、すなわちオスをひきつける効果を外性器とともに担っていると考えられている。
もともとメスのセックスアピールを発揮するのは、外性器とその周辺の尻の役目だったが、ヒトは直立して生活するようになり、尻および外性器がオス（男性）の目に付きにくくなった。そのため、尻の代替として思春期開始時から発達する2つの乳房のふくらみがよく発達したとの考えもある。これは他の哺乳類においては、ヒトほど盛り上がった乳房を持つものがない、また乳房の膨らみは授乳機能には直接の関係がないことを説明するものである。しかし、これは証明されたものではない。ただし、ゲラダヒヒという猿のメスは、胸が性器周辺を模したと考えられるつくりになっている。ゲラダヒヒは座って過ごすことが多く、尻および尻の中央にある外性器を見せることが少ないため、その代わりとして胸に身体的自己擬態としての外性器のコピーを持ったと考えられる。このコピーは本物の外性器と同様、いわゆる「さかり」がついたときに色が変化し、オスにそれをアピールする。このようなことから、ヒトであっても女性の胸が尻のコピーであるということは充分に考えられることではある。ヒトの場合、女性器のコピーは唇として発達したとの考えもある。これも乳房同様、他の動物には見られないことなどが理由となっている。少なくとも文化的にはそう考えられることが多い。ただし乳房と違い男性にもみられるため唇が女性器のコピーだとの考えの根拠は弱い。
なお、二足歩行にともなって、歩行時に疲れた筋肉等を休めるために、ヒトは「イス等」に臀部を下ろし、体重を足から解放する。したがって「イス」と「臀部」と二足歩行は論理的な関係にある。
臀部の発達した欧米の若い女性などが、尻（腰）を左右に振るように歩くことがしばしば見られる。セクシーさのアピールとしての行動であるが、多かれ少なかれ臀部の筋肉の自然な動きでもある。しかし、臀部の筋肉の障害などによってもこうした動揺性痺歩行がみられる場合もある（トレンデレンブルグ歩行）。

### 伝達手段としての尻
性にかかわること以外でも、尻は仲間などへの合図に用いられる。特に定常的に四足歩行を行う大型哺乳類においては、有蹄類にみられる臀部斑（でんぶはん）などが合図の役目をしていると考えられている。また、外敵に襲われるなどした場合、逃げる際に尾をたてて尻を見せることにより、他の仲間に危険を知らせるとされる動物もいる。
昆虫類においてはミツバチの尻振りダンスが、蜜のありかなどを仲間に知らせる合図になっている。シリアゲムシは威嚇のために尻をカールさせるように上げる。ハサミムシやサソリなどは、実際にハサミや毒針といった攻撃のための器官を備えるが、そうした器官を持たないシリアゲムシが尻を持ち上げる理由は不明である。アリも尻から蟻酸を噴出させるために尻を持ち上げ、種類によってはそれを威嚇のポーズとする。また、尻を振ることで振動をおこし、とまっている木の葉を揺らすものもある。
イヌ科の動物には肛門近くに特有のにおいを発する粘液を分泌する肛門腺というのがあり、本来は便に付着させて自己アピールやテリトリーの主張を行うものであるが、しばしばペットのイヌを散歩させているときなど、他のイヌの尻のにおいをかぎあったりする行為がみられる。

### 安全な場所としての尻

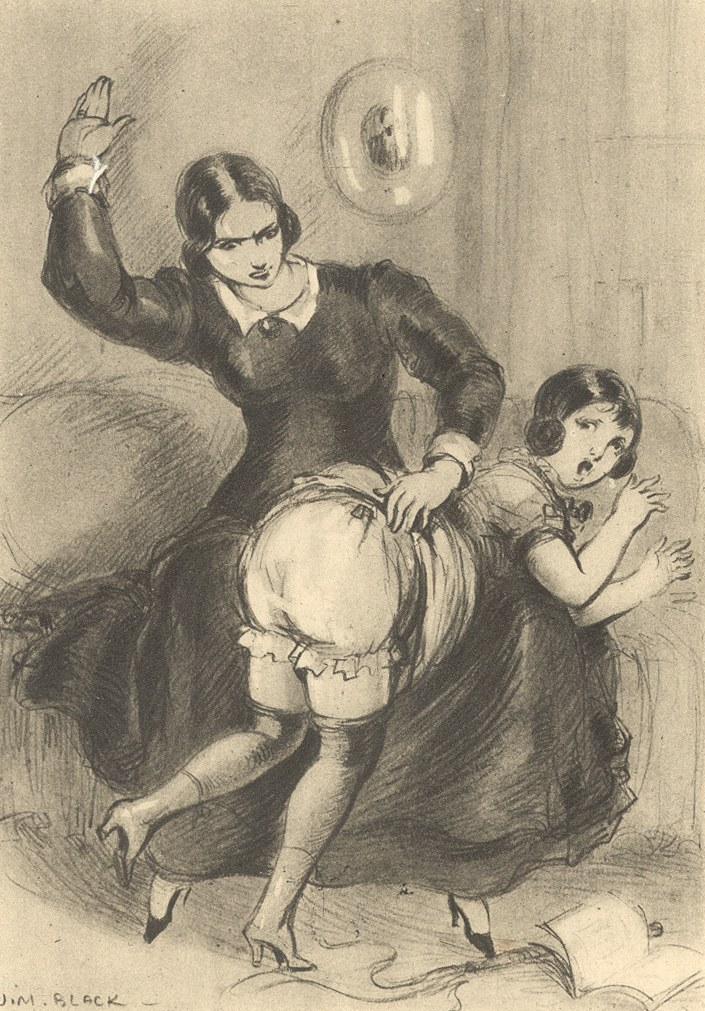

近年においては疑問を呈する者も多いが、欧米において子どもを叱る際に、尻を叩くことがよく行われる。日本において、頭にげんこつをくらわすなどと同様な、体罰・お仕置きの意味を持つ尻叩き（お尻ペンペン）などと呼ばれる行為がある。頭を殴ると脳に影響がある、尻であれば安全であるなどのこともいわれるが、理由や起源は明らかでない。スパンキングと称し、性的趣味の1分野ともなっている。

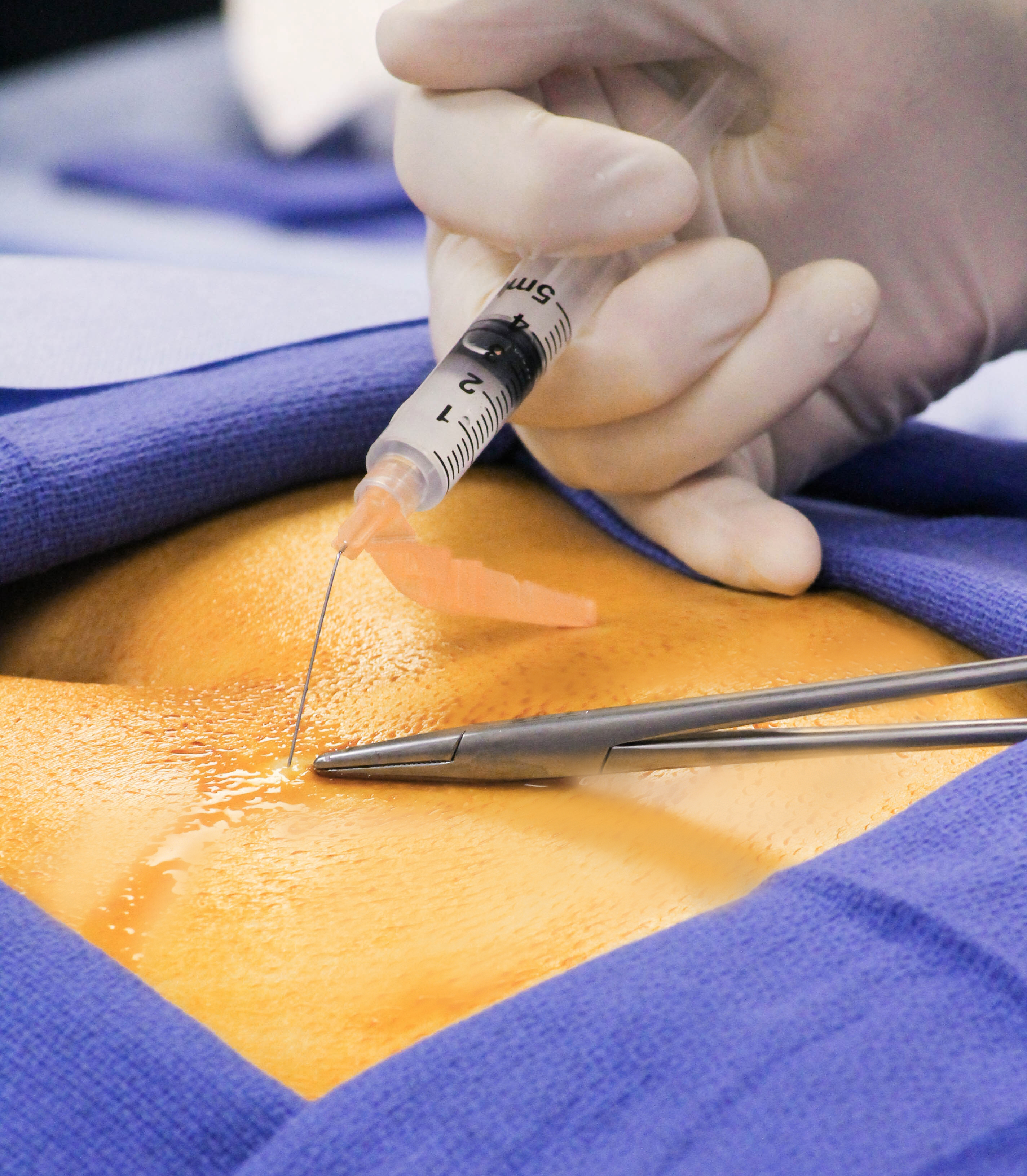

医療においては、筋肉注射を行う際の部位として尻がよく用いられる。腕などに比較して対象部位が広く、かつ筋肉も大きいために、ある意味安全性が高いと考えられる。しかし、神経や血管を傷つけないように深く注射針を刺すことができる場所は、実はそう広くはない。

### 侮辱の道具としての尻
自分の尻を見せることは、欧米においては一般的にその相手を侮辱することを示すことがある。なかばジョーク的な意味においても、性別問わず、着衣をおろして尻を見せることがある。近年は特に女性の行為が多い。

### 美人の条件としての尻
古くはホッテントットと呼ばれ、現在ではコイコイ人（コイコイン）と呼ばれるアフリカ南部の原住民の集団においては、女性の尻が大きいことが美人の条件とされている。その尻は脂肪臀症（ステアトピギー、独: Steatopygie）と呼ばれる特異な状態を呈し、体の側方より見た場合に著しい盛り上がりをみせ、子どもを背負った場合の足がかり（踏み台代わり）になるともいわれる。これは日本においても早くから伝わり、尻の大きい女性を揶揄してホッテントットと呼ぶことがあった。学童期におけるあだ名としても少なからず用いられ、心理的苦痛を覚えた女性も多いと推測される。このコイコイ人の女性の尻は、栄養状態が悪化するとしぼむという。なお、こうした脂肪臀症はコイサンマン（旧称ブッシュマン）の女性にもみられる。
有史以前の彫刻や土器などにおいて、こうした尻の大きな女性（あるいは母性をかたどった神像など）の像がみられることから、初期の人類の女性はそもそも尻が大きかったのではないかという考えがある。食べ物が豊富に得られなかった狩猟採集民族だったころの人類、とくに獲物を狩る男性ではなく、今でいう「家庭」を守り育児をする女性にとっての栄養タンク（ラクダのコブのようなものであろうか）の役目があったのかもしれない。コイコイ人やコイサンマンには、そうした古い人類の特徴が残っていると考えることができる。そして、男性が女性の二つの大きな丸みに対して興味を持つということは、男女という性差がある動物ゆえの当然の反応であるともされていた。おもしろいことに、時代をはるかに下ったヴィクトリア朝の女性の衣装にも、極端に尻の突き出しを強調したスタイル（バッスル）がみられる。
日本においては特に美人の条件とまではされていないが、腰周りを含めた尻が大きい女性は子孫繁栄に結びつくとのことでありがたがる風習があった。安産型、安産体形ともいわれるが、現在では実際に安産かどうかとは無関係に、女性をからかう言葉や自分の体形を自嘲気味に表現するときなどに多く用いられる。
トンガにおいてはかつては肥満が美人の条件ともされ、勢い尻も大きいほうがよいという風潮があったが、現在は国を挙げての減量政策のため、旧来の価値観（大きい尻が好まれる）の衰退に影響を及ぼしている可能性が懸念される。

## 尻とヒップ
尻とヒップはしばしば同義に用いられるが、ヒップの語源のHipsは腸骨あたりの両側面を指す英単語であり、日本語の尻とは指す部位が違う。また、バスト、ウエストなどのようなスリーサイズを示す意味でのヒップは、その部位の胴回りのことであり、厳密に同じ意味とは言えない場合がある。このように「ヒップ」という言葉は、一般語として広まってはいるものの、ファッション用語としての性格がやや強い。
ヒップのサイズは、尻の最も盛り上がった部分の胴回りを、柔軟な素材で作られたメジャーによって計測する。女性下着のサイズを選択する際の目安となるが、国によりサイズを優先する部位が異なる。例えばガードルは、フランスではヒップサイズを、他国ではウエストサイズを基準にしているという。
漠然とした尻の形状、特に体を横から見た場合の尻のラインをヒップラインと呼ぶ。個人差はあるが、日本人及びアジア人の体型は、尻の盛り上がりが垂れ下がり、末広がりで平坦なスタイルを呈することが多い。キュッと引き締まった盛り上がりを見せる欧米人に比較して、特に若い女性は審美的観点から劣等感を覚え、憧れを抱く場合が多いとされる。そのため、尻の形状を整える補正下着なども多く販売されている。しかし、伝統的な和服などを着用する際には、尻や胸のふくらみ（乳房）が小さいほうが似合うとも言われる。
ヒップラインを引き締め、上方に盛り上がったスタイルを作ることをヒップアップと言う。ヒップアップには尻の筋肉を鍛えることが効果的と言われ、足を振り上げるなど各種の運動が提唱されているが、実際の効果は定かではない。
女性のヒップラインが分かる服装（スパッツやブルマー、水着など）は男性の目をひきやすく、フェティシズムの1ジャンルになっている（尻フェチなど）。尻に密着したスカートやパンツ、およびその上からショーツのラインが見える場合なども、男性は欲情を催しやすい。逆に、男性の引き締まったヒップラインに性的魅力を感じる女性もいるという。
ウエストラインが極端に低く、尻の盛り上がりによってずり下がるのを止めているようなボトムスを、ヒップハングなどと呼ぶ。しかし、実際はウエストラインよりも下、腰骨に引っかけるようにして着用するものを言う。ヒップハンガー、ヒップボーン、ローライズもほぼ同義である。いわゆるヘソ出しルックによく用いられる。しゃがみこんだ場合には、着衣の後方より臀裂が露出してしまうことが多い。

## 尻にまつわる言葉

### 尻が付く慣用句など
- 人体の尻の特徴またはその行為からきたもの。卑俗表現の「けつ」を使う場合もある。
  - 尻が軽い（同：尻軽）
  - 尻が長い（同：ながっちり=長っ尻）
  - 尻が青い
  - 尻に敷く
  - 尻に火が付く
  - 尻に帆を掛ける
  - 尻ぬぐい
  - 尻を叩く
  - 尻をはしょる（同：尻ばしょり）
  - 尻を捲る（くくる、まくる）
  - 尻の穴が小さい（狭い）
  - 尻を割る
  - 尻を掘る
  - 尻の毛を抜く
  - 尻拭いをする
  - ○ケツ（自転車やオートバイに一人ではなく○人で乗車する行為。オートバイの二人乗りも参照。）
- 最後、後ろの意からきたもの
  - 帳尻
  - 言葉尻
  - 柄尻（包丁の柄の最後部）
  - 中心尻（刀身における柄に覆われる部分の最後部）
  - 尻切れトンボ

### 尻が付くことわざ
- 頭隠して尻隠さず
- 頭でっかち尻すぼみ

### 尻の付く業界用語
- 豊尻　「尻」の音読みは「こう」である。「豊尻手術」は（ほうこう手術）。
- けつカッチン
- アナ尻
- 私のお尻に入れてください（倉持由香）

### 尻の付く遊び・ゲーム
- しりとり
- 尻文字

### 尻の付く楽曲
- 俺の尻をなめろ
- おしりかじり虫
- 丸いお尻が許せない

### 尻の付く病気
- 尻腐れ病（トマトの頂部=尻が黒褐色にやわらかくなってくさる病気）

### 地名
土地や湖の後ろの方を表すものがある。ただし、北海道のアイヌ語由来の地名においてはその限りではない。
- 奥尻島
- 利尻島
- 焼尻島
- 塩尻市
- 川尻駅
- 沼尻スキー場
- 池尻 (世田谷区)
- 田尻町
- 目久尻川
- 真名ヶ尻隧道
- 尻擦坂
- 藤尻
- 尻羽
- 井ノ尻
- 尻屋崎
- 尻岩山
- 尻別
- 湖尻
- 尻手
- 海尻駅
- 江尻川

### その他の用例
- 器物の底。たとえばドーム状の底の釜を尻張釜という。
- 後ろ、後方の意。
- 物事の最後。
- 物事の後始末。
- 自動車の後ろ側。
- 大根などの野菜の先端の部分。
- 果実の枝に近い部分。